# Aljaksandr Pataschou
Aljaksandr Pataschou (belarussisch Аляксандр Паташоў, engl. Transkription Aliaksandr Patashou, russisch Александр Поташёв, Alexandr Potaschow, Aleksandr Potashov; * 12. März 1962) ist ein ehemaliger belarussischer Geher, der bis 1991 für die Sowjetunion und 1992 für die Gemeinschaft unabhängiger Staaten antrat. 
1981 wurde Pataschou Zweiter bei der Junioreneuropameisterschaft im 10.000-Meter-Bahngehen. 
Bei den Olympischen Spielen 1988 in Peking wurde Potaschow in 3:41:00 h Vierter im 50-km-Gehen, hatte allerdings über eine Minute Rückstand auf den Drittplatzierten Hartwig Gauder aus der DDR.
Bei den Weltmeisterschaften 1991 in Tokio wurde der Wettbewerb über 50 Kilometer bereits um 7 Uhr Ortszeit gestartet. Trotzdem wurde das Rennen bei 25 Grad und 97 % Luftfeuchtigkeit für die Teilnehmer zu einer Tortur. Nachdem sich die beiden sowjetischen Geher Alexander Potaschow und Andrei Perlow gemeinsam einen deutlichen Vorsprung vor dem drittplatzierten Hartwig Gauder erarbeitet hatten, kämpften sie auf der Zielgerade nicht gegeneinander, sondern überquerten die Ziellinie gemeinsam mit jeweils einem Arm auf der Schulter des Mannschaftskameraden. Nach 3 Stunden, 53 Minuten und neun Sekunden wies die Zielkamera für Pataschou eine Hundertstelsekunde Vorsprung aus, sodass Pataschou Gold und Perlow Silber erhielt. 
Perlow gewann im Jahr darauf bei den Olympischen Spielen 1992 in Barcelona Gold, während Pataschou disqualifiziert wurde. Ab 1993 startete Potaschow für Belarus, so bei den Europameisterschaften 1994, wo er allerdings erneut disqualifiziert wurde.
Aljaksandr Pataschou ist 1,87 groß und wog zu Wettkampfzeiten 80 kg.

## Bestzeiten
- 20 km Gehen: 1:20:12 h, 21. Mai 1994, Nawapolazk
- 50 km Gehen: 3:40:02 h, 27. Mai 1990, Moskau